# Rhododendron solitarium
Rhododendron solitarium är en ljungväxtart som beskrevs av Herman Otto Sleumer. Rhododendron solitarium ingår i släktet rododendron, och familjen ljungväxter. Inga underarter finns listade i Catalogue of Life.